# Joseph Bernard d'Attanoux
Joseph Bernard-Attanoux, dit Joseph Bernard d'Attanoux, né le 18 mars 1853 à Aix-en-Provence et mort le 26 octobre 1921 à Alger, est un journaliste et explorateur français.

## Biographie
Il nait le 18 mars 1853 à Aix-en-Provence sous le patronyme Bernard. Ses prénoms sont Antoine Jean Joseph, mais il est appelé Joseph ou José. En 1880, avec son frère Henri (Henri Jean Joseph), il demande, et obtient en 1881, l'autorisation de joindre à leur nom celui d'Attanoux pour s'appeler Bernard-Attanoux. 
Entré à Saint-Cyr en 1872, il quitte l'armée en 1880 et devient journaliste au Temps. Travaillant sur les sujets concernant le Sahara, il visite le Maroc et l'Algérie (1884-1886) et, en 1893, participe à la mission commerciale de Gaston Méry dont le but est d'étudier les routes caravanières entre le Sud de l'Algérie et le Soudan.
En octobre 1893, Méry se fâche avec ses compagnons et laisse le commandement de l'expédition à Bernard d'Attanoux. Avec une délégation Touareg, il passe par Aïn Taïba, Timassinin, Tablabalt et le lac Menghough mais, vers le Tassili, les Touareg exigent un droit de passage et les chefs Azdjer refusent de le recevoir.
Épuisés, les hommes décident de rebrousser chemin et reviennent à Touggourt par Hassi Tabankort et Hassi bel Haïran en avril 1894.
Couronné en 1895 par la Société de géographie, il reprend son métier de journaliste et devient correspondant du Temps à Tanger.
Contrairement à ce qui est indiqué dans son dossier de Légion d'honneur, il n'est pas mort centenaire en décembre 1954 à Nice .

## Armoiries
Il porte « écartelé, aux 1 et 4, de gueules, au lion d'or, couronné, à la bande d'azur chargée d'un croissant d'argent, et de deux étoiles brochant sur le tout (qui sont de Bernard), aux 2 et 3, d'azur, au chevron d'or, acc. de trois besants d'argent, posés 2 et 1 (qui sont d'Attanoux) »,.

## Publications
- Voyage d'exploration chez les Touareg, Bulletin de la Société de Géographie de Lille, 1895
- Les grandes concessions coloniales en Afrique, 1899
- La Marche et la pratique du tourisme à pied, 1908